# Lucas Brunner
Lucas Brunner (ur. 29 maja 1967 w Bernie) – szwajcarski szachista, do 1989 reprezentant Republiki Federalnej Niemiec, arcymistrz od 1994 roku.

## Kariera szachowa
W pierwszej połowie lat 90. był podstawowym zawodnikiem reprezentacji Szwajcarii. Pomiędzy 1989 a 1994 rokiem trzykrotnie wystąpił na szachowych olimpiadach, dwukrotnie na drużynowych mistrzostwach świata oraz również dwukrotnie na drużynowych mistrzostwach Europy.
Osiągnął wiele sukcesów turniejowych, m.in. w 1988 podzielił II miejsce (wraz z m.in. Borisem Gelfandem i Michaelem Adamsem) w turnieju młodych mistrzów w Oakham, w 1989 triumfował w Pradze (przed Curtem Hansenem), w 1991 zwyciężył w Kecskemét (przed Andrasem Adorjanem), w 1992 podzielił I miejsce (wraz z Johnem van der Wielem i Zoltanem Ribli) w Baden-Baden, w 1993 podzielił I miejsce w otwartym turnieju w Neuchâtel oraz zajął I miejsce w Kecskemét, natomiast w 1994 zdobył w Lucernie tytuł indywidualnego mistrza Szwajcarii. W roku 1995 rozegrał dwa mecze z ówczesną mistrzynią świata Xie Jun, w jednym ze spotkań (w Bernie) zwyciężając 3½ – 2½.
Najwyższy ranking w karierze osiągnął 1 stycznia 1995 r., z wynikiem 2535 punktów zajmował wówczas 3. miejsce (za Wiktorem Korcznojem i Wiktorem Gawrikowem) wśród szwajcarskich szachistów.
Od roku 2000 bardzo rzadko bierze udział w turniejach klasyfikowanych przez Międzynarodową Federację Szachową, praktycznie występując tylko w rozgrywanych corocznie drużynowych mistrzostwach Szwajcarii.